# Mary Mallon
Mary Mallon (znana tudi kot Tifusna Mary), ameriška kuharica irskega rodu, * 23. september 1869, Cookstown, Združeno kraljestvo, † 11. november 1938, North Brother Island, ZDA
Za Mallonejevo se verjame, da je okužila 51 ljudi, od katerih so trije umrli s tifusno vročino. Bila je prva oseba v ZDA ki je bila identificirana kot asimptomatski prenašalec bolezni.  Ker je vztrajala pri delu kuharice, s katero je druge izpostavila bolezni, so jo oblasti dvakrat prisilno karantirale (1907-1910 in 1915–1938) in po skupno skoraj treh desetletjih je umrla v izolaciji.